# Trevor White (Skirennläufer)
Trevor White (* 27. April 1984 in Calgary, Alberta) ist ein ehemaliger kanadischer Skirennläufer. Er war auf die Disziplinen Slalom und Riesenslalom spezialisiert.

## Biografie
Der Sohn eines Skilehrer-Ehepaars durchlief in seiner Jugend das Talentförderungsprogramm von Olympiasiegerin Nancy Greene. Im Dezember 1999 nahm White erstmals an internationalen FIS-Rennen teil, ab Januar 2001 folgten Einsätze im Nor-Am Cup, der nordamerikanischen Kontinentalmeisterschaft. 2003 wurde er in die Fördergruppe der kanadischen Nationalmannschaft aufgenommen, Erfolge blieben aber vorerst aus und in der Saison 2006/07 konnte er verletzungsbedingt keine Rennen bestreiten.
Obwohl White 2008 erst im Januar die Saison in Angriff nehmen konnte und dadurch mehrere Rennen verpasst hatte, klassierte er sich in der Saison 2007/08 des Nor-Am Cups auf dem vierten Platz der Slalomwertung. Seine Premiere im Skiweltcup hatte er am 20. Januar 2008 beim Hahnenkamm-Slalom in Kitzbühel. Am 18. Januar 2009 holte er die ersten Weltcuppunkte, als er 23. des Lauberhorn-Slaloms in Wengen wurde. Sein bestes Ergebnis erzielte er sieben Tage später als Achter des Kitzbüheler Slaloms. Danach fuhr White noch mehrmals unter die schnellsten 20, aber weitere Top-10-Platzierungen im Weltcup gelangen ihm danach nicht mehr. Im Februar 2009 nahm er im Slalom an den Weltmeisterschaften in Val-d’Isère teil, wurde aber nach einem Torfehler im ersten Lauf disqualifiziert.
2010 startete White bei den Olympischen Winterspielen in Vancouver und wurde 31. im Slalom. Bei den Weltmeisterschaften 2011 in Garmisch-Partenkirchen belegte er den 20. Platz im Slalom. Erfolgserlebnisse blieben in den beiden darauf folgenden Saisons weitgehend aus, so dass er im März 2013 seinen Rücktritt vom Spitzensport bekanntgab.

## Erfolge

### Olympische Spiele
- Vancouver 2010: 31. Slalom

### Weltmeisterschaften
- Garmisch-Partenkirchen 2011: 20. Slalom

### Weltcup
- 1 Platzierung unter den besten zehn

### Nor-Am Cup
- Saison 2007/08: 4. Slalomwertung
- Saison 2008/09: 5. Slalomwertung
- Saison 2012/13: 8. Slalomwertung
- 6 Podestplätze, davon 1 Sieg

### Junioren-Weltmeisterschaften
- Maribor 2004: 21. Slalom, 46. Riesenslalom

### Weitere Erfolge
- 1 Sieg im Europacup
- 6 Siege in FIS-Rennen